# 林朝寶
林朝寶（1970年—），民主進步黨籍前雲林縣議員，濁水溪電台「寶貝台灣」主持人、立法委員蘇治芬的助理、保護淨水場反對焚化爐聯盟副總幹事、凱達格蘭學校「民間領袖與地方發展班」第一期結業、雲林第一監獄戒治講師、大埤調解委員。

## 學歷
- 大埤國小
- 崇先中學
- 國立中興大學法商學院(今國立台北大學)法律學系畢(出自雲林縣議會網站公告) （页面存档备份，存于）

## 經歷
- 雲林縣議員

## 爭議事件
- 抽菸遭制止 林朝寶拉女警撞門轉自中視新聞
- 停權一年半 林朝寶處分 地方：不符期待 （页面存档备份，存于）轉自自由時報
- 毆警自稱「最搖擺的」 立委林朝寶求刑1年半轉自華視新聞
- 縣府春酒變選妃 議員被指熊抱員工 轉自蘋果日報 （页面存档备份，存于）
- 敬酒不成 服務處主任憤砸車 轉自蘋果日報 （页面存档备份，存于）
- 酒後推傷女警 林朝寶判刑定讞喪失議員資格